# شرمن مینتون
شرمن مینتون (به انگلیسی: Sherman Minton) سناتور سابق عضو حزب دموکرات ایالات متحده آمریکا بود. وی در سال ۱۹۳۵ تا ۱۹۴۱ میلادی سناتور ایالت ایندیانا در سنای ایالات متحده آمریکا بود.